# Faruk Yiğit
Faruk Yiğit (* 15. April 1966 in Trabzon) ist ein ehemaliger türkischer Fußballspieler und -trainer. Aufgrund seiner langjährigen Tätigkeit für Kocaelispor wird er mit diesem Verein assoziiert. Mit der Türkischen Nationalmannschaft nahm er an der Europameisterschaft 1996 teil, kam aber während dieses Turniers zu keinem Spieleinsatz. Neben seinen fußballerischen Leistungen fiel er zu seiner aktiven Zeit besonders durch sein ungezwungenes Auftreten und sein für die damalige Zeit ungewöhnliches Äußeres auf. Er trug immer schulterlanges Haar und dazu immer einen Vollbart. Für Aufsehen sorgte er gegen Ende seiner Spielerkarriere, als er während seiner Zeit bei Orhangazi Gençlerbirliği vor seiner Einwechslung auf der Ersatzbank rauchte.

## Spielerkarriere

### Verein
Yiğit kam 1966 in der Schwarzmeerstadt Trabzon auf die Welt und zog bereits im Kindesalter mit seiner Familie in die westtürkische Provinz Bursa. Hier ließ seine Familie sich nahe der Kreisstadt Orhangazi nieder. In dieser Gegend erlernte er das Fußballspielen in den Jugendabteilungen diverser Amateurvereine.
Ende der 1980er-Jahre wechselte er zum damaligen Drittligisten Yalovaspor. Mit diesem Verein feierte er zum Ende der Spielzeit 1989/90 die Meisterschaft der 3. Lig und damit den direkten Aufstieg in die 2. Lig. Yiğit hatte mit seinen Toren maßgeblichen Anteil an diesem Erfolg und avancierte zu einem der Shootingstars der Liga.
Zur Saison 1990/91 wechselte er zum damaligen Erstligisten Boluspor. Hier etablierte er sich auf Anhieb in der Startformation und zählte mit seinen 14 Toren in 27 Ligaspielen zu den erfolgreichsten Torjägern der Saison und wurde auch Nationalspieler. In seiner zweiten Saison bei Boluspor blieb er hinter seinen Leistungen der Vorsaison. Seinem Verein misslang zum Saisonende der Klassenerhalt.
Nach dem Abstieg Boluspors blieb Yiğit in der höchsten türkischen Spielklasse, der 1. Lig, und wechselte zum Aufsteiger Kocaelispor. Kocaelispor avancierte zur Überraschungsmannschaft der Saison und wurde Herbstmeister der Spielzeit 1992/93. Zum Saisonende verspielte man die Tabellenführung, erreichte aber mit dem 4. Tabellenplatz die beste Erstligaplatzierung der Vereinsgeschichte. Yiğit spielte während dieser Saison nicht in der Stammelf, kam aber als Einwechselspieler regelmäßig zu Einsätzen. Seinen Durchbruch bei Kocaelispor erlebte er in der Spielzeit 1994/95, in der er mit 12 Ligatoren der erfolgreichste Torschütze seiner Mannschaft wurde. In der Spielzeit 1995/96 bildete er mit Saffet Sancaklı, Roman Dabrowski und John Moshoeu eines der torgefährlichsten Offensivgespanne der Liga und erreichte mit dem 5. Tabellenplatz die zweitbeste Erstligaplatzierung der Vereinsgeschichte. Yiğit wurde aufgrund seiner überzeugenden Leistungen vom Nationaltrainer Fatih Terim wieder für die türkische Nationalmannschaft nominiert und nahm mit dieser an der Fußball-Europameisterschaft 1996 teil. Die Spielzeit 1996/97 belegte man in der Liga den 7. Tabellenplatz, erreichte aber im Türkischen Fußballpokal zum ersten Mal in der Vereinsgeschichte das Finale. Im damals mit Hin- und Rückspiel ausgespielten Pokalfinale endete das erste Spiel auswärts 1:1 gegen Trabzonspor. Das Rückspiel vor heimischer Kulisse gewann man mit 1:0 und erreichte den ersten Pokalgewinn der Vereinsgeschichte. Yiğit hatte mit seinen Leistungen erheblich zum Finaleinzug und Pokalgewinn beigetragen.
Nachdem er die Hinrunde der Saison 1997/98 bei Kocaelispor verbracht hatte, wechselte er zur Winterpause zum Istanbuler Traditionsclub Fenerbahçe Istanbul. Hier schaffte er es auf Anhieb in die Stammelf und absolvierte sämtliche Spiele der Rückrunde. Seine Mannschaft führte lange die Tabelle an und vergab zum Saisonende die Meisterschaft an den Erzrivalen Galatasaray Istanbul. Für die neue Saison wurde der deutsche Trainer Joachim Löw als neuer Fenerbahçe-Coach vorgestellt. Unter diesem Trainer verlor Yiğit seinen Stammplatz, kam aber als Einwechselspieler zu 16 Ligaeinsätzen. Nachdem auch unter Löw Fenerbahçe die Meisterschaft an Galatasaray vergab, wurde dieser zur Saison 1999/00 durch die Spielerlegende Fenerbahçes, Rıdvan Dilmen, ersetzt. Unter Dilmen spielte Yiğit lediglich die ersten beiden Spiele der Saison. Für die Rückrunde dieser Spielzeit wurde er bis zum Saisonende an den Zweitligisten Diyarbakırspor ausgeliehen. Zum Sommer 2000 zu Fenerbahçe zurückgekehrt, blieb er ohne Spieleinsatz eine weitere Saison im Kader und verließ dann den Verein.
2001 wechselte er zu Yalovaspor und nach wenigen Tagen zum Amateurverein seiner Heimatstadt, zu Orhangazi Gençlerbirliği. Für diesen Verein spielte er vier Spielzeiten lang und beendete zum Sommer 2005 seine aktive Spielerkarriere.
Im Frühjahr 2013 begann er beim Amateurverein Yalova Demirspor wider Fußball zu spielen und feierte so mit 47 Jahren sein Comeback.

### Nationalmannschaft
Durch seine gezeigten Leistungen bei Boluspor wurde Yiğit vom damaligen Nationalcoach Sepp Piontek im Rahmen eines Testspiels gegen Jugoslawien in den Kader der türkischen A-Nationalmannschaft nominiert. In dieser Partie vom 27. Februar 1991 gab er auch sein Länderspieldebüt. Im nachfolgenden Jahr wurde Yiğit drei weitere Male von Piontek in Länderspielen eingesetzt.
Nachdem Yiğit vier Jahre nicht mehr für die Nationalmannschaft nominiert wurde, empfahl er sich durch seine Leistungen bei Kocaelispor für die Nationalmannschaft. So nominierte ihn der neue Nationaltrainer Fatih Terim erneut für Nationalelf. Im Testspiel gegen die Ukrainische Nationalmannschaft gelang ihm auch sein erstes und einziges Länderspieltor. 
Mit der Türkischen Nationalmannschaft nahm er an der Europameisterschaft 1996 teil, kam aber während dieses Turniers zu keinem Spieleinsatz. Nach diesem Turnier verließ Terim die Nationalmannschaft und wurde durch Mustafa Denizli ersetzt. Denizli nominierte Yiğit für ein Testspiel ein letztes Mal für die Nationalelf. Während dieser Partie absolvierte er sein achtes und letztes Länderspiel.

## Trainerkarriere
Nach seinem Karriereende betreute in der Funktion des Cheftrainers mehrere Vereine seiner Heimatprovinz Bursa und der näheren Umgebung.

## Erfolge

### Als Spieler
- Mit Yalovaspor
  - Meisterschaft der TFF 2. Lig (1): 1989/90
  - Aufstieg in die TFF 1. Lig (1): 1989/90

- Mit Kocaelispor
  - Tabellenvierter der Süper Lig (1): 1992/93
  - Tabellenfünfter der Süper Lig (1): 1995/96
  - Türkischer Pokalsieger (1): 1996/97

- Mit Fenerbahçe Istanbul
  - Türkischer Vizemeister (1): 1997/98
  - Başbakanlık Kupası (1): 1998
  - Atatürk Kupası (1): 1998

- Türkische Nationalmannschaft:
  - Teilnahme an der Europameisterschaft: 1996